# Fábio Júnior
Fábio Júnior, brazilski nogometaš, * 20. november 1977, Manhuaçu, Brazilija.
Za brazilsko reprezentanco je odigral tri uradne tekme in dosegel en gol.